# Del Rey
Del Rey Books är en del av Ballantine Books, som ägs av Random House. Förlaget specialiserar sig på science fiction- och fantasyböcker och ger ut manga under namnet Del Rey Manga.

## Utgivna författare i urval
- Isaac Asimov
- Amber Benson
- Ray Bradbury
- Terry Brooks
- Jack L. Chalker
- Arthur C. Clarke
- Dan Cragg
- Maurice G. Dantec
- Philip K. Dick
- Stephen R. Donaldson
- David Eddings
- Joe Clifford Faust
- Robert L. Forward
- Alan Dean Foster
- Gregory Frost
- Christopher Golden
- James L. Halperin
- Barbara Hambly
- Peter F. Hamilton
- Ward Hawkins
- Robert A. Heinlein
- Robert E. Howard
- J. Gregory Keyes
- Benjamin D. Kline
- Katherine Kurtz
- H. P. Lovecraft
- James Luceno
- Anne McCaffrey
- Donald E. McQuinn
- China Miéville
- Elizabeth Moon
- Pati Nagle
- Naomi Novik
- Larry Niven
- Frederik Pohl
- Christopher Rowley
- David Sherman
- Mike Shupp
- Lucy A. Snyder

## Utgivna bokserier i urval
- Första boken som gavs ut var The Sword of Shannara av Terry Brooks 1977.
- Del Rey gjorde en novellserie av Robotech i över 20 böcker med start 1987.
- Del Rey är den nuvarande utgivaren av böckerna om Stjärnornas krig som riktar sig till vuxna, medan Scholastic Press ger ut böcker för barn.
- Del Rey gav även ut böckerna om Halo.